# Арабе Унидо
«А́рабе Уни́до» (исп. Club Deportivo Árabe Unido) — панамский футбольный клуб из города Колон, в настоящий момент выступает в Лиге Панаменья, сильнейшем дивизионе Панамы.

## История

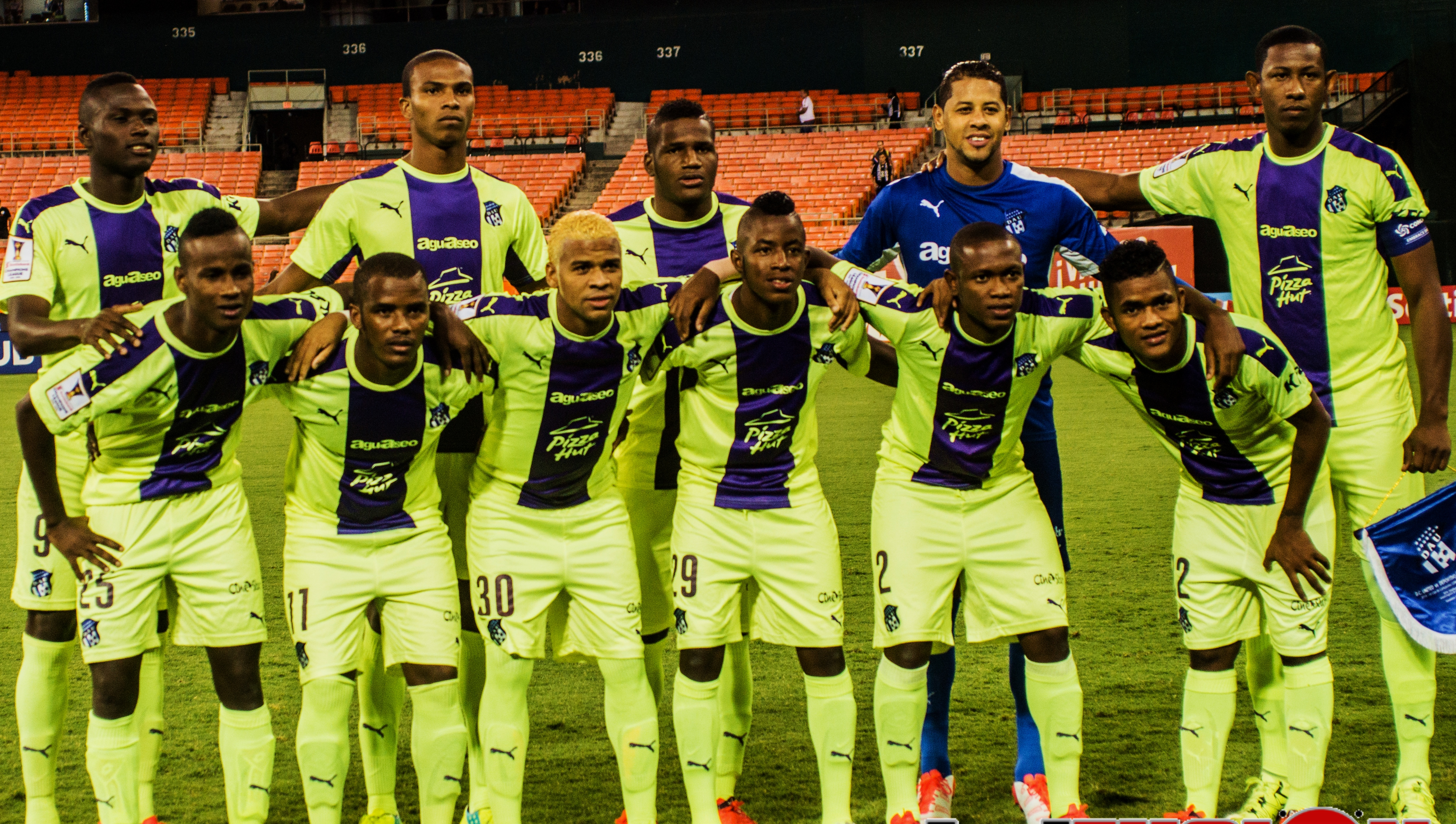
«Арабе Унидо» — 2015

Клуб основан 28 апреля 1994 года панамцем арабского происхождения Херардо Сабатом. Клуб является представителем арабской диаспоры, насчитывающую в Колоне более 10 000 человек. Домашние матчи «Арабе Унидо» проводит на стадионе «Армандо Дели Вальдес», вмещающем 4 000 зрителей. «Арабе Унидо» является девятикратным чемпионом Панамы, и является по этому показателю вторым по титулованности клубом страны. «Арабе Унидо» многократно принимал участие в различных международных турнирах КОНКАКАФ, но особого успеха в них не добивался. В Клубном кубке UNCAF клуб занял второе место в 2002 году, этот результат является наивысшим в истории всего панамского футбола.

## Достижения
- Чемпионат Панамы по футболу:
  - Чемпион (12): 1998/99, Ап. 2001, Клаусура 2001, Ап. 2002, Ап. 2004, Кл. 2004, Кл. 2008, Ап. 2009, Кл. 2010, Ап. 2012, Кл. 2015, Ап. 2015.
  - Вице-чемпион (5): 1997/98, Ап. 2003, Ап. 2005, Кл. 2006, Кл. 2007.
- Клубный кубок UNCAF:
  - Вице-чемпион (1): 2002.